# One Man in a Million
One Man in a Million est un film américain réalisé par George Beban, sorti en 1921.

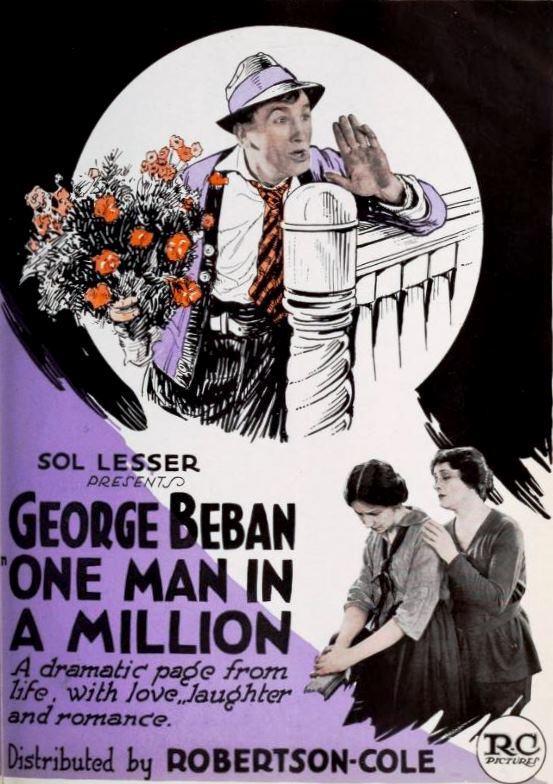
Affiche du film.

C'est un des nombreux films où George Beban joue un rôle de personnage italien.

## Fiche technique
- Réalisation : George Beban
- Scénario : George Beban, Dorothy Yost
- Producteur : Sol Lesser
- Photographie : Ross Fisher
- Genre : Drame[2]
- Production : Sol Lesser Productions
- Distributeur : Robertson-Cole Distributing Corporation
- Durée : 60 minutes
- Date de sortie : 13 février 1921

## Distribution
- George Beban : Lupino Delchini
- Helen Jerome Eddy : Flora Valenzi
- Irene Rich : Madame Maureveau
- Lloyd Whitlock : Clyde Hartley

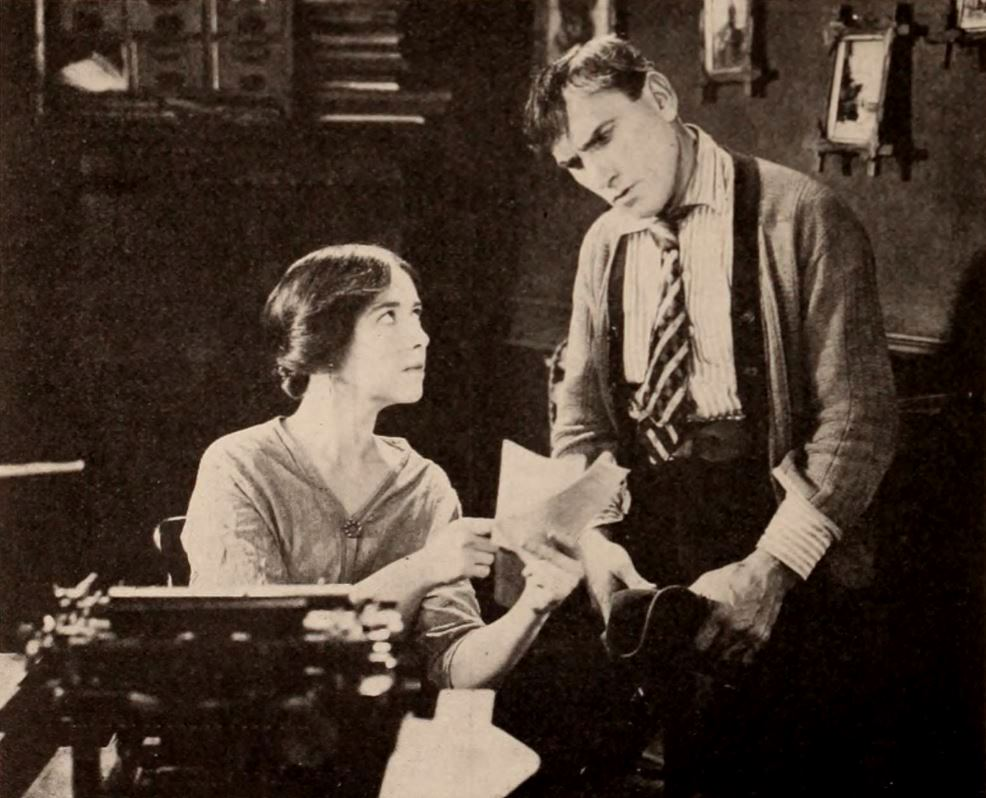
Helen Jerome Eddy et George Beban dans une scène du film.

- George B. Williams : Gustave Koppel
- Jennie Lee : Mrs. Koppel
- Wade Boteler : l'inspecteur de l'immigration
- George Beban Jr. : The Belgian Waif
- Barbara Maier : la petite fille